# NGC 3289
NGC 3289 est une galaxie lenticulaire vue par la tranche et située dans la constellation de la Machine pneumatique. NGC 3289 a été découverte par l'astronome britannique John Herschel en 1835.

## Caractéristiques
Sa vitesse par rapport au fond diffus cosmologique est de 3 076 ± 24 km/s, ce qui correspond à une distance de Hubble de 45,4 ± 3,2 Mpc (∼148 millions d'al).

## Groupe de NGC 3223
NGC 3289 est un membre de groupe de NGC 3223. Ce groupe de galaxies compte au moins 16 membres dont les galaxies NGC 3223, NGC 3224, NGC 3258, NGC 3268, IC 2552, IC 2559 et IC 2560. Le groupe de NGC 3223 fait partie de l'amas de la Machine pneumatique (Abell S0636). Les galaxies du catalogue NGC et du catalogue IC de ce groupe sont les galaxies dominantes de l'amas de la Machine pneumatique.